# Сан-Николас (Буэнос-Айрес)
Сан-Николас (исп. Barrio de San Nicolás, букв. Район Святого Николая) — один из районов Буэнос-Айреса. Название района было определено указом города № 26607 BM 14288, от 4 мая 1972 года и восходит к одноимённой часовне, которая была основана в 1733 году доном Доминго Акасуссо.

## Географическое положение
Границами района являются улицы: авенида Кордоба, авенида Эдуардо Мадеро, Ла-Рабида, авенида Ривадавия и авенида Кальяо. Он граничит с районами Реколета и Ретиро на северо-востоке, с Пуэрто-Мадеро и Монсеррат на юге и на западе с районом Бальванера.

## Топонимика
Название района имеет свою историю. В конце восемнадцатого века, была построена церковь Святого Николая. Церковь находилась в западном секторе района, к востоку от современного Проспекта 9 июля. Это послужило официальным основанием для того чтобы в 1972 году, район получил имя Святого Николая — Сан-Николас.
Святой Николай является покровителем старой части города расположенной вокруг площади Мая, основанной в 1580 году Хуаном де Гараем, где были построены первые дома. История старой части города насчитывает более чем четыре столетия.

## История

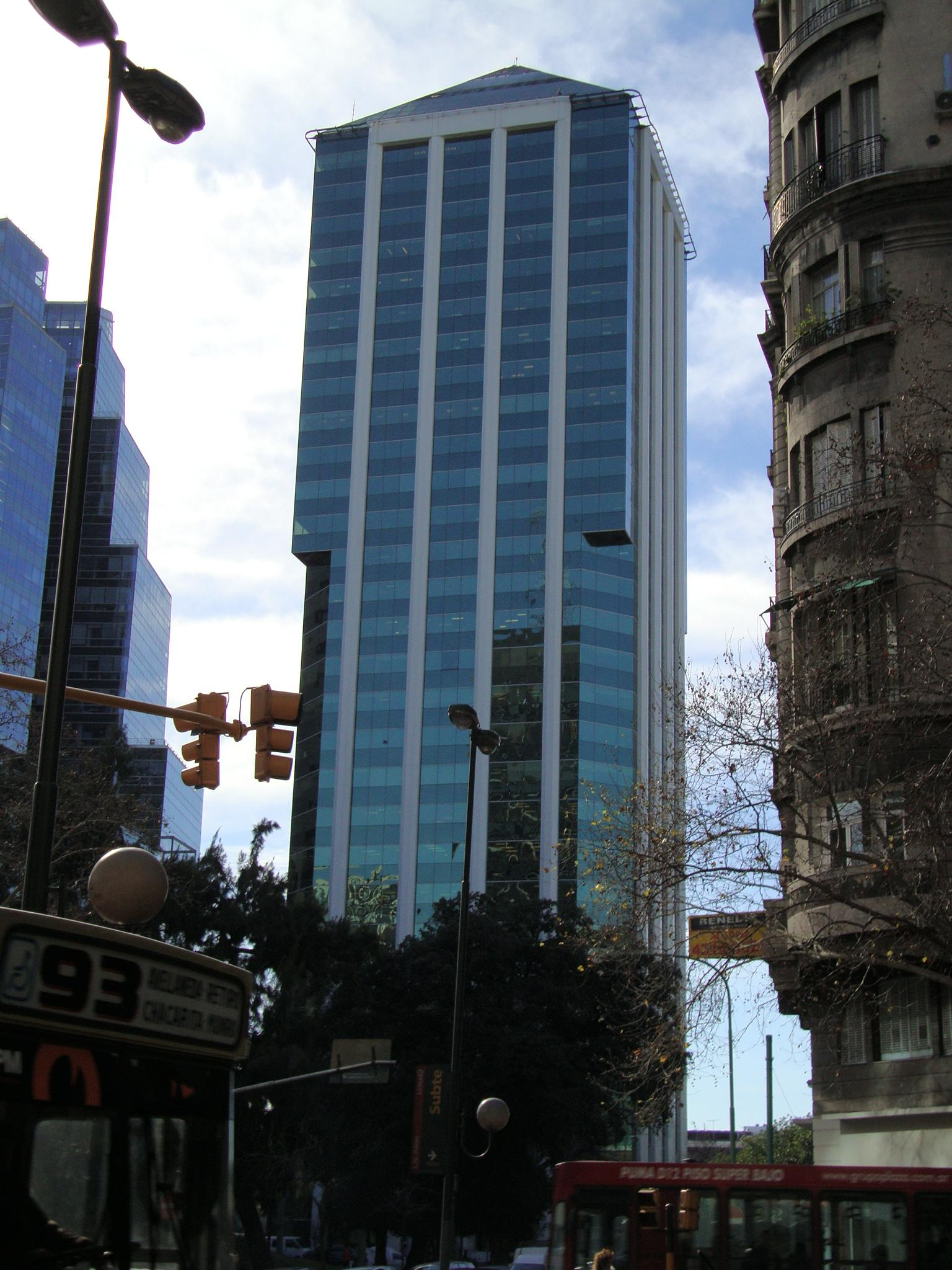
Torre Bouchard, штаб-квартира Aerolíneas Argentinas

Хуан де Гарай основал Буэнос-Айрес в 1580 году, он разработал план улиц будущего поселения. Он разделил эту территорию между членами своей экспедиции. На месте дома де Гарая, ныне располагается штаб-квартира Национального банка. Вскоре после смерти основателя города, была построена резиденция губернатора.
В западной части города, была построена церковь Святой Троицы, которая позже превратилась в настоящий собор. Здание церкви много раз перестраивалось, современное здание было построено в 1823 году. В 1604 году было возведено здание церкви Богоматери (Basílica de la Merced), это здание также перестраивалось и последний раз это было в 1779 году (в фасад здания были внесены изменения).
В районе Сан-Николас традиционно живут потомки основателей города. Во второй половине 19 века в районе поселилось много выходцев с Британских островов, что нашло отражение в архитектуре зданий, культуре и образе жизни населения. В 1801 году площадь Сан-Мартина стала первой мощёной в городе, на ней располагалась арена для боя быков. Спустя годы, площадь становится одним из центров культуры города, а с 1969 года, является одной из двух пешеходных зон города.
В 1780 г. Вице-король издал указ о застройке побережья Рио-де-ла-Плата, с целью создания Пасео-де-ла-Аламеда, расширенное в 1846 году Хуаном Мануэлем де Росасом. Пасео-де-Хулио было преобразовано в 1887 году в новый район Пуэрто-Мадеро. В 1919 году бывшая речная улица(идущая с побережья) переименована в Авениду Леандро Н. Алем, она разделяет районы Сан-Николас и Пуэрто-Мадеро.
В 1857 году в районе построено здание Театра Колон, недалеко от этого места когда-то был расположен дом Хуана де Гарая. Его первое здание было преобразовано в 1891 году в штаб-квартиру Национального банка (Banco Nación). В то время, возникла необходимость построить новый театр, и по проекту архитектора Франческо Тамбурини он был построен (открыт в 1908 году). Новый театр получил международное признание своей уникальной акустикой, и является самым известным театром в Аргентине.
В 1937 году район Сан-Николас был физически разделён, при открытии новой улицы проспект 9 июля, которая находится между улицами Калле Серрито и Карлос Пеллегрини. Этот проспект местные жители считают самым широким в мире. На углу этого нового проспекта и улицы Корриентес, там где раньше была старая церковь Святого Николая, был построен Обелиск, который стал пожалуй, самым знаменитым местом в Буэнос-Айресе, построен по проекту архитектора Альберто Пребиша, последователя зарождающегося течения в архитектуре — Movimiento Moderno.

## Галерея

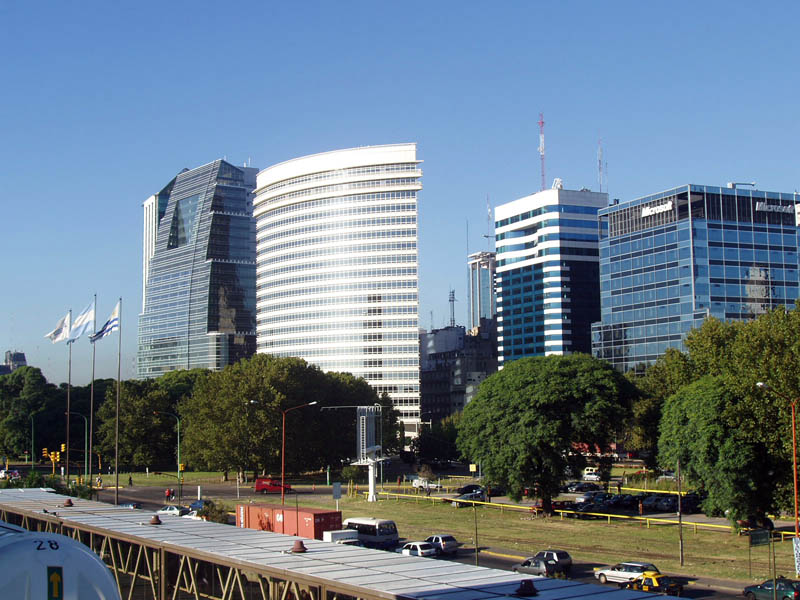
Эта область относится к финансовому району города.
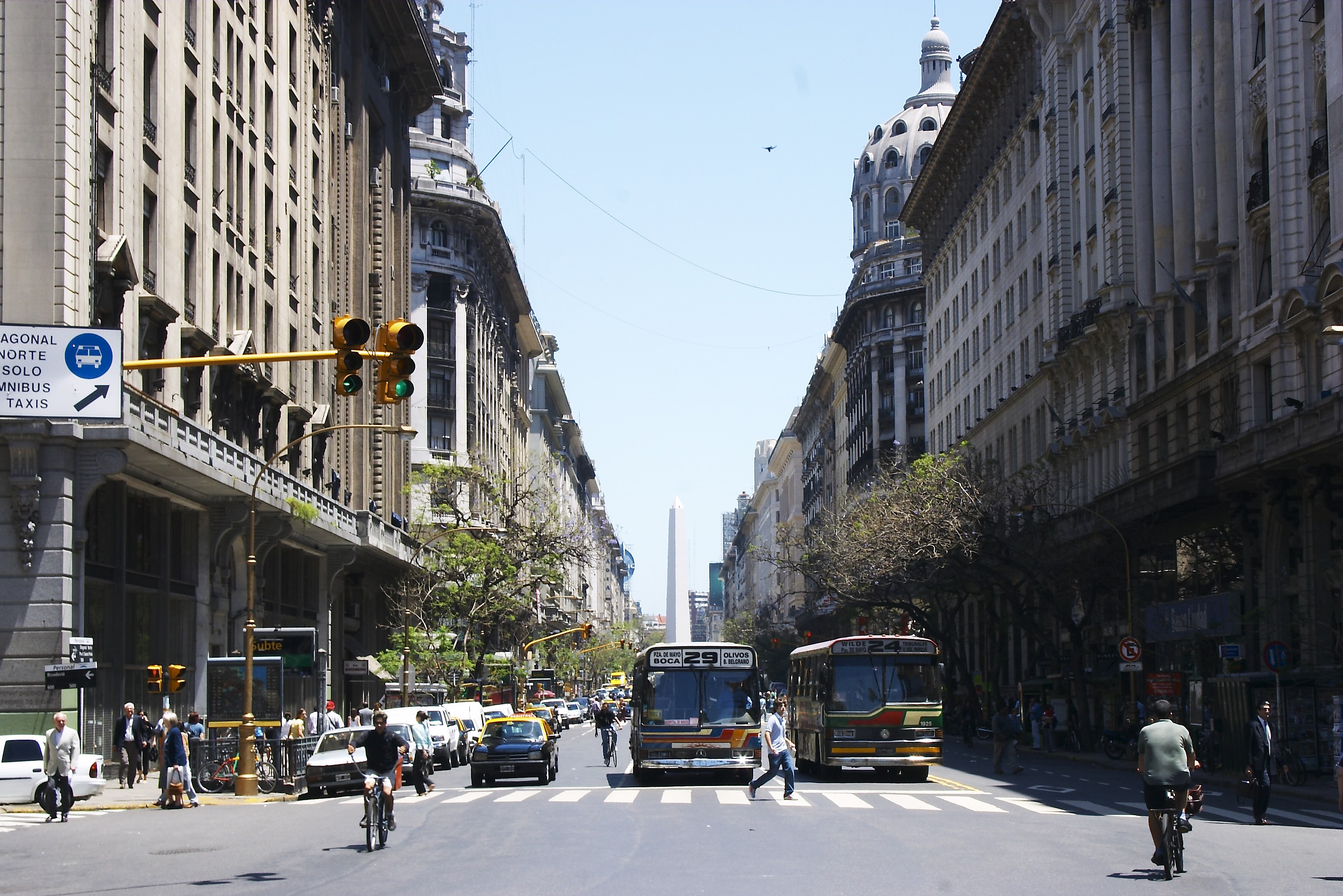
Авенида Саэнс Пенья, известная как Диагональ Норте идущая через площадь Мая и площадь Республики, к Обелиску.
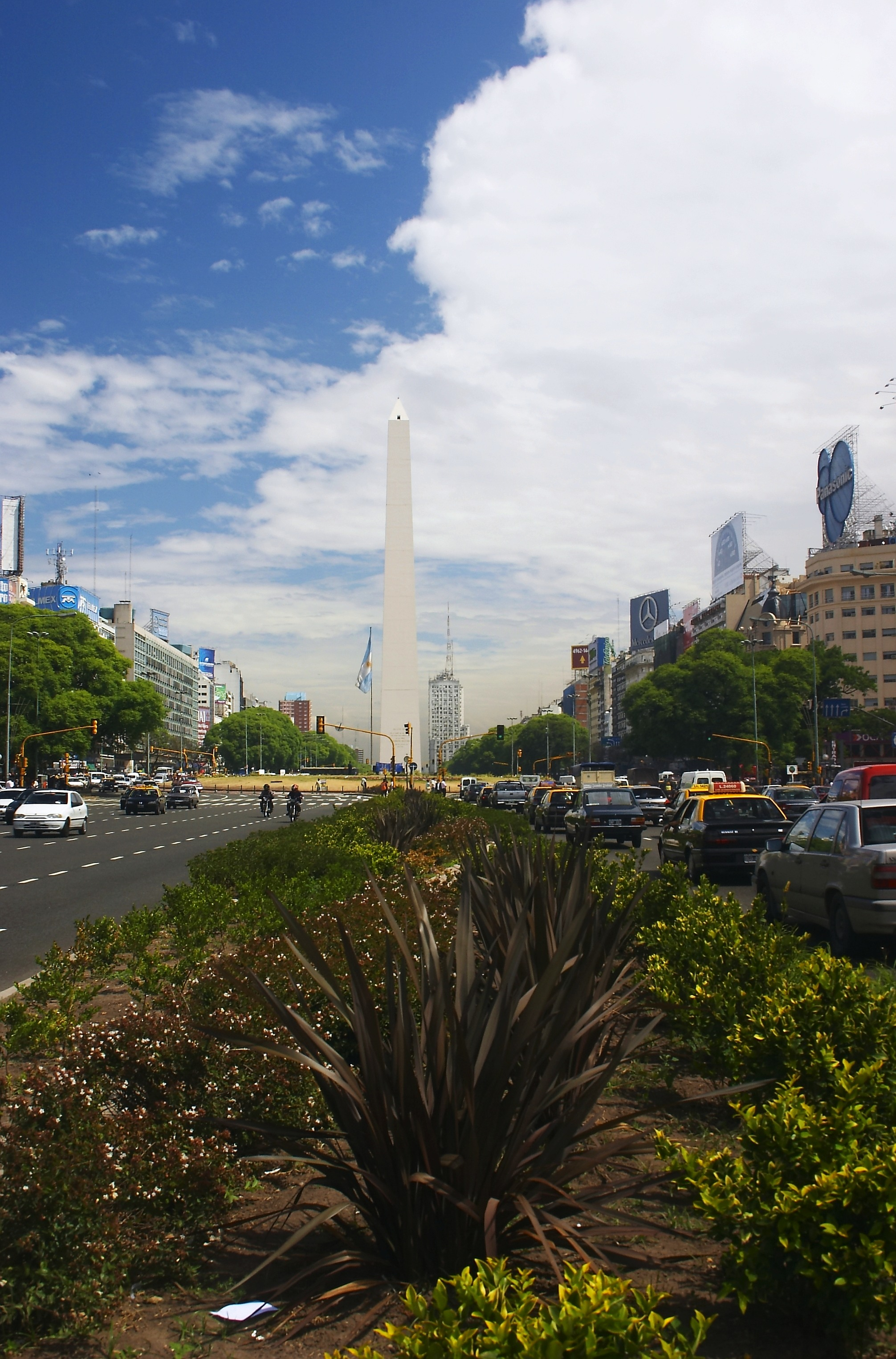
Обелиск, расположенный на проспекте 9 июля, в центре района Сан-Николас.
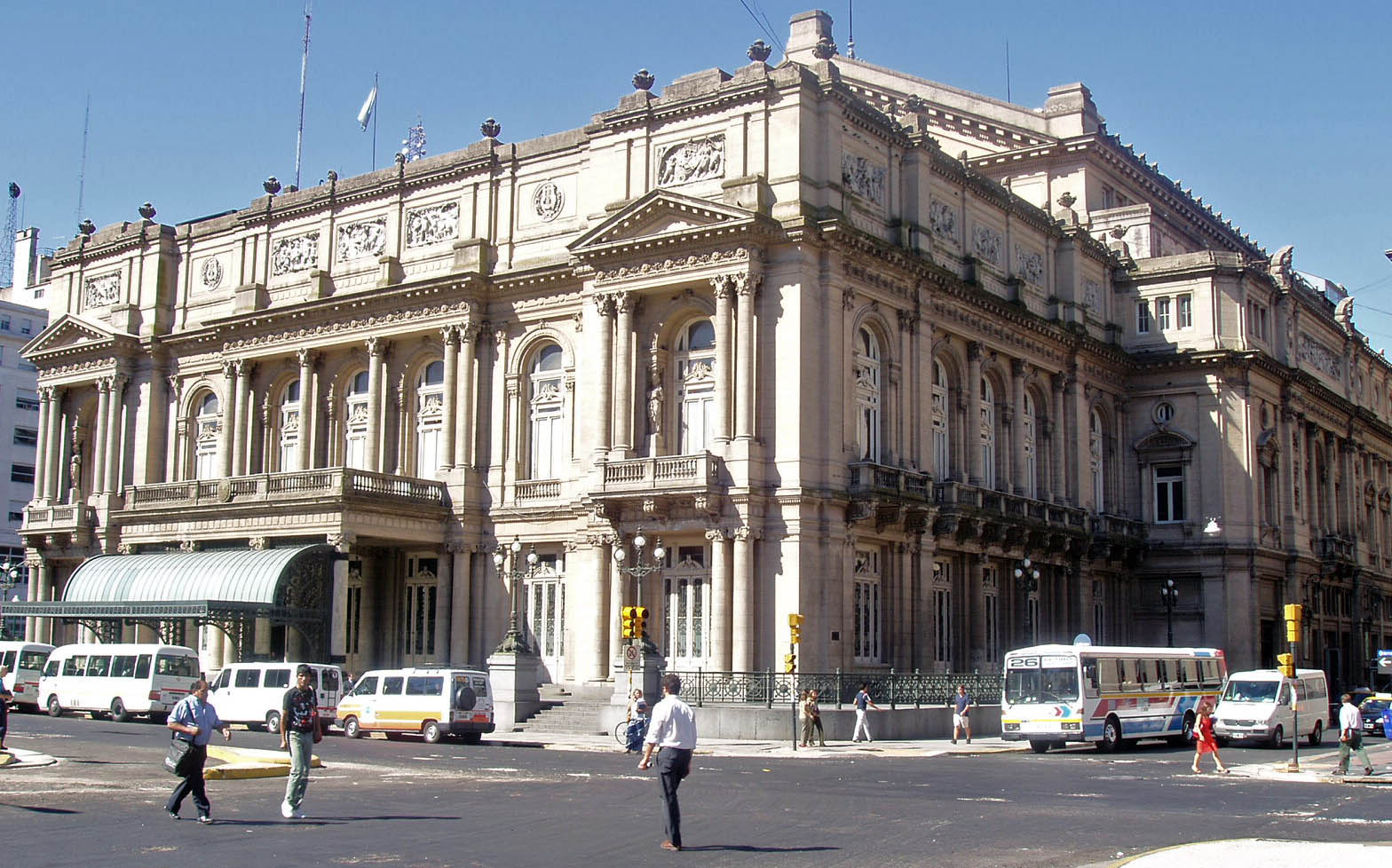
Театр «Колон», один из центров культуры города.